# Черышев, Денис Дмитриевич
Дени́с Дми́триевич Че́рышев (род. 26 декабря 1990, Нижний Новгород) — российский футболист, крайний полузащитник. Заслуженный мастер спорта России (2018).
Воспитанник «Реал Мадрида», с 2009 по 2013 выступал в составе «Кастильи», с которой завоевал путёвку во второй дивизион. Играл в аренде в «Севилье», «Вильярреале», «Валенсии». Летом 2016 года за 7 миллионов евро перешёл в «Вильярреал».
Провёл 33 матча за сборную России, забил 12 голов. Участник Чемпионата мира-2018 и Чемпионата Европы-2020.
Второй после Дмитрия Аленичева российский победитель двух главных европейских турниров — Лиги чемпионов 2015/16 в составе «Реал Мадрид» и Лиги Европы 2013/14 в составе «Севильи». Стал первым российским футболистом, который сыграл и забил за мадридский «Реал».

## Биография
Денис Черышев родился в 1990 году в Нижнем Новгороде, где за местный «Локомотив» выступал его отец Дмитрий Черышев. В 1996 году отец перешёл в хихонский «Спортинг» и перевёз семью в Испанию.

## Клубная карьера

### Молодёжные команды
Стал заниматься футболом в Хихоне — в детской команде клуба «Спортинг». В 2001 году, когда отец перешёл в «Бургос», стал обучаться в футбольной школе этого клуба. В 2002 году был замечен скаутами мадридского «Реала». Перешёл в школу «Реала», который снял ему квартиру. Черышев прошёл все ступени юношеских команд клуба, от «Alevín A» до «Реал Мадрид C». В 2003 году юношеский «Реал» выиграл клубный чемпионат Европы, а Черышев получил приз лучшего снайпера турнира.
В 15 лет был взят в юношескую команду «Хувенил С», где играл на позициях нападающего и левого полузащитника, по признанию специалистов унаследовал от отца скорость и уже в то время имел лучшую, чем у него, технику.
В 2010 году поднялся в «Реал Мадрид Кастилья», вторую команду клубной системы после основы. Весной 2009 года провёл несколько матчей в Сегунде B, где в основном выходил на замену. В сезоне 2010/11 сыграл в большинстве матчей команды, хотя только в 8 из 30 выходил с первых минут. В следующем сезоне, по итогам которого «Кастилья» сумела выйти во вторую лигу, играл больше, хотя всё равно чаще (в 17 матчах из 31) выходил на замену. Забил 8 мячей, в то время как сезоном ранее — три.

### «Реал Мадрид»
24 июля 2012 года Черышев отыграл первый тайм товарищеского матча основной команды «Реала» против «Овьедо». За это время мадридцы забили три безответных гола, второй из которых был на счету Черышева. Он стал первым россиянином, сыгравшим и забившим за «Реал». 27 июля играл во втором тайме матча против «Бенфики» в товарищеском турнире на Кубок Эйсебио. В сентябре был заявлен на групповой этап Лиги чемпионов одним из четырёх нападающих вместе с Криштиану Роналду, Каримом Бензема и Гонсало Игуаином. 27 сентября сыграл матч в рамках Трофея Бернабеу против клуба «Мильонариос» (8:0).
В приобретении Черышева был заинтересован «Эвертон». Английский клуб предлагал за него 6 миллионов евро, но «Реал» ответил отказом.
27 ноября 2012 года Черышев дебютировал в официальных матчах за «Реал». Он вышел в основном составе в ответном матче 1/16 финала Кубка Испании 2012/2013 против «Алькояно» и был заменён на 61-й минуте.
25 июля 2013 года подписал новый контракт с «Реалом», рассчитанный до лета 2017 года. Через месяц, 1 сентября, был отдан в аренду «Севилье» на сезон без права выкупа.
После аренды в «Вильярреале» вернулся в «Реал» и 9 июля 2015 года начал подготовку к сезону вместе с командой. 18 июля в матче Международного кубка чемпионов против итальянской «Ромы», закончившемся поражением «Реала» по пенальти 6:7, вышел на поле во втором тайме, заменив Мартина Эдегора. 24 июля во второй игре турнира против «Манчестер Сити» заменил Гарета Бейла на 65-й минуте и на 73-й минуте забил свой второй гол за «Реал», установив окончательный счёт 4:1. 27 июля началась китайская часть Международного кубка чемпионов, и в игре против миланского «Интера» Черышев также вышел после перерыва, заменив Криштиану Роналду. 30 июля в последнем матче турнира против «Милана» вышел на замену на 72-й минуте и забил один из голов в послематчевых пенальти. «Реал» за время межсезонья не смог гарантировать Черышеву постоянную практику за основную команду, поэтому он провёл встречу с руководством «Реала» с намерением уйти из клуба, если ему будет отказано в игровой практике. Покупкой игрока к этому моменту заинтересовались другие клубы — «Ливерпуль», «Арсенал» и «Ньюкасл». Позже появилась информация, что Черышев может снова уйти в аренду — на этот раз в «Валенсию», однако главный тренер «Реала» Рафаэль Бенитес не позволил ему уйти из клуба. По словам самого Черышева, сумма отступных, указанная в его контракте, равнялась 20 млн евро.
3 сентября Черышев был включён в заявку «Реала» на матчи Лиги чемпионов. В первых трёх турах чемпионата Испании он не попадал в заявку команды; дебютировал 19 сентября в матче «Реал» — «Гранада», выйдя на замену на 77-й минуте вместо Бензема. 24 октября в матче против «Сельты» вышел на замену и сделал голевую передачу Марсело, который установил окончательный счёт 3:1. 2 декабря в первом матче 1/16 Кубка Испании «Кадис» — «Реал» (1:3) открыл счёт на 3 минуте, забив первый гол за клуб в официальном матче. По ходу матча в «Реале» узнали, что Черышев не имел права участвовать в игре, так как он получил жёлтую карточку в матче прошлого розыгрыша Кубка Испании в составе «Вильярреала», которая стала для него третьей, что должно было повлечь за собой дисквалификацию на следующий матч Кубка. Позже «Реал» был дисквалифицирован из розыгрыша турнира, а результат матча аннулирован.
По окончании сезона Черышев, принявший участие в трёх матчах Лиги чемпионов, стал обладателем золотой медали за победу в этом турнире.

#### «Севилья» (аренда)
1 сентября Черышев был отдан в аренду «Севилье» на сезон без права выкупа. Первый матч за команду провёл 25 сентября против «Райо Вальекано», выйдя в стартовом составе. Проведя на поле лишь 15 минут, получил повреждение и был заменён. Далее получил ряд травм, которые не позволили ему стать основным игроком команды, однако успел сыграть за «Севилью» в Лиге Европы и, тем самым, также получил медаль за победу команды в этом турнире. По окончании сезона вернулся в «Реал», хотя ранее он заявлял, что готов остаться с севильцами ещё на сезон.

#### «Вильярреал» (аренда)
28 июня 2014 года Черышев был арендован на один сезон «Вильярреалом». Дебютировал в матче против «Реус Депортиу» и был заменён в начале второго тайма. В товарищеском матче против «Эльче» забил свой первый гол за новый клуб. 25 августа забил первый гол в чемпионате Испании, поразив ворота «Леванте». По итогам ноября и января был признан лучшим игроком месяца в команде. В декабре отметился одним забитым мячом (в ворота «Реал Сосьедад»), а также тремя голевыми передачами (одной в матче с"Реал Сосьедад" и двумя — с «Депортиво»). По итогам декабря и января Черышев был включён в символическую сборную Примеры. 1 февраля 2015 года поразил ворота «Барселоны», открыв счёт в матче, однако игра закончилась поражением «Вильярреала» (2:3). К этому моменту «Реал», которому принадлежат права на Черышева, заявил, что в следующем сезоне не будет отдавать его в аренду, и установил стартовую цену за его трансфер в размере 20 млн евро.

#### «Валенсия» (аренда)
3 февраля 2016 года дебютировал за «Валенсию» в первом полуфинальном матче Кубка Испании против «Барселоны» (0:7), выйдя на поле на 59-й минуте. На 79-й минуте получил жёлтую карточку. 7 февраля вышел в стартовом составе в матче чемпионата против «Бетиса» и впервые в сезоне провёл на поле все 90 минут, но результативными действиями не отметился. 13 февраля отличился в домашнем матче 24-го тура с «Эспаньолом». 2 марта 2016 года в гостевом матче 27-го тура против «Малаги» принёс победу «Валенсии» (2:1).

### «Вильярреал»
16 июня 2016 года подписал пятилетний контракт с «Вильярреалом».

### «Валенсия»
В августе 2018 вернулся в «Валенсию» на правах аренды.
В апреле 2019 года получил повреждение в матче 33-го тура между «Валенсией» и «Бетисом» и в связи со сложностью травмы выбыл до конца сезона.
В мае 2019 года «Валенсия» сначала отказывалась использовать опцию выкупа игрока за сумму около 7-10 миллионов евро, однако 29 июня «Вильярреал» согласился отпустить Черышева за 5,5 миллионов. 12 июля «Валенсия» подписала трёхлетний контракт с Черышевым с отступными в размере 80 миллионов евро. 21 мая 2022 года Черышев объявил об уходе из «Валенсии».

### «Венеция»
31 августа 2022 года подписал контракт с итальянским клубом «Венеция» на два года с возможностью продления ещё на год. 17 сентября дебютировал за команду в матче 6-го тура Серии B против «Пизы» (1:1), заменив на 81-й минуте Максимилиана Ульмана. 1 октября 2022 года отличился первыми результативными действиями за клуб: в матче против «Кальяри» (4:1) вышел на замену на 61-й минуте, в течение пяти минут забил два гола, а затем отдал голевую передачу на Риджесиано Хапса. 4 июня 2024 года покинул «Венецию» в связи с истечением срока действия контракта.

## Карьера в сборной
Обладая испанским гражданством, имел право выступать за испанские сборные. Однако выбрал сборную России, начав с юношеской сборной (до 17 лет). 29 марта 2011 года дебютировал в составе молодёжной сборной в игре против Азербайджана. Первый гол забил 6 сентября 2011 года в матче против сборной Польши, а ровно через год в матче против той же польской команды оформил дубль. 31 октября 2012 года Черышев впервые был включён в расширенный состав основной сборной России на товарищеский матч против США, а 6 ноября — в окончательный. 14 ноября дебютировал в составе сборной, сменив Максима Григорьева на 80-й минуте встречи. Его отец 20 лет назад также дебютировал за национальную сборную в товарищеском матче против США. Черышевы стали первой парой отец—сын, сыгравшей за сборную России. Был включён в расширенную заявку на чемпионат мира в Бразилии, но в окончательную не попал.

### Чемпионат мира 2018 года
Был включён в заявку сборной России на чемпионат мира по футболу 2018 года в России. В матче открытия, в котором сборная играла против Саудовской Аравии, вышел на поле на 23-й минуте, заменив получившего травму Алана Дзагоева, забил два гола и был признан лучшим игроком поединка по версии ФИФА. Во втором матче на турнире (Россия — Египет) вышел в стартовом составе, забил мяч и снова был признан лучшим игроком матча, который закончился победой сборной России со счётом 3:1.
В третьем матче (Россия — Уругвай) забил автогол, Уругвай выиграл матч со счётом 3:0. В плей-офф, выйдя на замену вместо Самедова во втором тайме, в матче 1/8 финала против Испании, основное время которого завершилось со счётом 1:1, реализовал четвёртый послематчевый пенальти, благодаря чему, после сейва Акинфеева, сборная вышла победителем в серии со счётом 4:3 и прошла в 1/4 финала. В четвертьфинале сборная встречалась с Хорватией. Денис Черышев снова отличился, забив первый мяч в матче, однако позже хорваты сравняли счёт; в итоге сборная России уступила в серии послематчевых пенальти 3:4, успев перед этим сравнять счёт за пять минут до конца дополнительного времени (2:2).
По итогам турнира Черышев и Артём Дзюба вошли в символическую команду из 11 футболистов, совершивших прорыв в игре на ЧМ-2018, по версии ESPN. По окончании чемпионата ФИФА включила Дениса в число открытий турнира, а также в сборную игроков турнира по статистическим показателям. Вошёл в ТОП-10 самых популярных людей 2018 года по версии «Яндекса» (для составления рейтинга использовались данные о поисковых запросах за период с 1 января по 19 ноября 2018 года).

### После чемпионата мира
Осенью 2018 года принял участие в трёх матчах сборной в Лиге наций 2018/19, забив два гола.
В 2019 году принял участие в пяти матчах отборочного цикла чемпионата Европы 2020, забив пять мячей.
Вошёл в заявку сборной России на чемпионат Европы в 2021 году. В первом матче против Бельгии вышел на замену в первом тайме вместо травмированного Далера Кузяева, а затем был заменён во втором тайме, проведя на поле 34 минуты.

## Статистика

### Клубная
| Клуб                 | Сезон            | Чемпионат | Чемпионат | Кубок/Суперкубок | Кубок/Суперкубок | Еврокубки | Еврокубки | Итого | Итого |
| Клуб                 | Сезон            | Игры      | Голы      | Игры             | Голы             | Игры      | Голы      | Игры  | Голы  |
| -------------------- | ---------------- | --------- | --------- | ---------------- | ---------------- | --------- | --------- | ----- | ----- |
| Реал Мадрид Кастилья | 2008/2009        | 9         | 0         | 0                | 0                | 0         | 0         | 9     | 0     |
| Реал Мадрид Кастилья | 2009/2010        | 0         | 0         | 0                | 0                | 0         | 0         | 0     | 0     |
| Реал Мадрид Кастилья | 2010/2011        | 30        | 3         | 0                | 0                | 0         | 0         | 32    | 3     |
| Реал Мадрид Кастилья | 2011/2012        | 31        | 8         | 0                | 0                | 0         | 0         | 34    | 8     |
| Реал Мадрид Кастилья | 2012/2013        | 34        | 11        | 0                | 0                | 0         | 0         | 34    | 11    |
| Реал Мадрид Кастилья | Всего            | 104       | 22        | 0                | 0                | 0         | 0         | 104   | 22    |
| Реал Мадрид          | 2012/2013        | 0         | 0         | 1                | 0                | 0         | 0         | 1     | 0     |
| Реал Мадрид          | 2015/2016        | 2         | 0         | 1                | 1                | 3         | 0         | 6     | 1     |
| Реал Мадрид          | Всего            | 2         | 0         | 2                | 1                | 3         | 0         | 7     | 1     |
| → Севилья            | 2013/2014        | 4         | 0         | 0                | 0                | 1         | 0         | 5     | 0     |
| → Севилья            | Всего            | 4         | 0         | 0                | 0                | 1         | 0         | 5     | 0     |
| → Вильярреал         | 2014/2015        | 26        | 4         | 6                | 1                | 8         | 2         | 40    | 7     |
| → Вильярреал         | Всего            | 26        | 4         | 6                | 1                | 8         | 2         | 40    | 7     |
| → Валенсия           | 2015/2016        | 7         | 3         | 1                | 0                | 0         | 0         | 8     | 3     |
| → Валенсия           | Всего            | 7         | 3         | 1                | 0                | 0         | 0         | 8     | 3     |
| Вильярреал           | 2016/2017        | 11        | 0         | 1                | 0                | 6         | 0         | 18    | 0     |
| Вильярреал           | 2017/2018        | 24        | 2         | 3                | 1                | 5         | 1         | 32    | 4     |
| Вильярреал           | Всего            | 35        | 2         | 4                | 1                | 11        | 1         | 50    | 4     |
| → Валенсия           | 2018/2019        | 27        | 2         | 7                | 1                | 7         | 1         | 41    | 4     |
| → Валенсия           | Всего            | 27        | 2         | 7                | 1                | 7         | 1         | 41    | 4     |
| Валенсия             | 2019/2020        | 24        | 1         | 1                | 0                | 6         | 2         | 31    | 3     |
| Валенсия             | 2020/2021        | 21        | 0         | 1                | 0                | 0         | 0         | 22    | 0     |
| Валенсия             | 2021/2022        | 17        | 0         | 3                | 1                | 0         | 0         | 20    | 1     |
| Валенсия             | Всего            | 62        | 1         | 5                | 1                | 6         | 2         | 73    | 4     |
| Венеция              | 2022/2023        | 24        | 4         | 0                | 0                | 0         | 0         | 24    | 4     |
| Венеция              | 2023/2024        | 9         | 0         | 1                | 0                | 0         | 0         | 10    | 0     |
| Венеция              | Всего            | 33        | 4         | 1                | 0                | 0         | 0         | 34    | 4     |
| Паниониос            | 2024/2025        | 21        | 2         | 3                | 3                | 0         | 0         | 24    | 5     |
| Паниониос            | Всего            | 21        | 2         | 3                | 3                | 0         | 0         | 24    | 5     |
| Всего за карьеру     | Всего за карьеру | 321       | 40        | 29               | 8                | 36        | 6         | 386   | 54    |

### Список матчей за сборную
| Матчи и голы Дениса Черышева за сборную России | Матчи и голы Дениса Черышева за сборную России | Матчи и голы Дениса Черышева за сборную России | Матчи и голы Дениса Черышева за сборную России | Матчи и голы Дениса Черышева за сборную России | Матчи и голы Дениса Черышева за сборную России |
| №                                              | Дата                                           | Соперник                                       | Счёт                                           | Голы Черышева                                  | Турнир                                         |
| ---------------------------------------------- | ---------------------------------------------- | ---------------------------------------------- | ---------------------------------------------- | ---------------------------------------------- | ---------------------------------------------- |
| 1                                              | 14 ноября 2012                                 | США                                            | 2:2                                            | —                                              | Товарищеский матч                              |
| 2                                              | 14 августа 2013                                | Северная Ирландия                              | 0:1                                            | —                                              | Отборочные матчи ЧМ-2014                       |
| 3                                              | 3 сентября 2014                                | Азербайджан                                    | 4:0                                            | —                                              | Товарищеский матч                              |
| 4                                              | 8 сентября 2014                                | Лихтенштейн                                    | 4:0                                            | —                                              | Отборочные матчи ЧЕ-2016                       |
| 5                                              | 12 октября 2014                                | Молдова                                        | 1:1                                            | —                                              | Отборочные матчи ЧЕ-2016                       |
| 6                                              | 15 ноября 2014                                 | Австрия                                        | 0:1                                            | —                                              | Отборочные матчи ЧЕ-2016                       |
| 7                                              | 18 ноября 2014                                 | Венгрия                                        | 2:1                                            | —                                              | Товарищеский матч                              |
| 8                                              | 12 октября 2015                                | Черногория                                     | 2:0                                            | —                                              | Отборочные матчи ЧЕ-2016                       |
| 9                                              | 17 ноября 2015                                 | Хорватия                                       | 1:3                                            | —                                              | Товарищеский матч                              |
| 10                                             | 27 марта 2018                                  | Франция                                        | 1:3                                            | —                                              | Товарищеский матч                              |
| 11                                             | 30 мая 2018                                    | Австрия                                        | 0:1                                            | —                                              | Товарищеский матч                              |
| 12                                             | 14 июня 2018                                   | Саудовская Аравия                              | 5:0                                            | 43′, 90+1′                                     | Финальные матчи ЧМ-2018                        |
| 13                                             | 19 июня 2018                                   | Египет                                         | 3:1                                            | 59′                                            | Финальные матчи ЧМ-2018                        |
| 14                                             | 25 июня 2018                                   | Уругвай                                        | 0:3                                            | —                                              | Финальные матчи ЧМ-2018                        |
| 15                                             | 1 июля 2018                                    | Испания                                        | 1:1(п. 4:3)                                    | —                                              | Финальные матчи ЧМ-2018                        |
| 16                                             | 7 июля 2018                                    | Хорватия                                       | 2:2(п. 3:4)                                    | 31′                                            | Финальные матчи ЧМ-2018                        |
| 17                                             | 7 сентября 2018                                | Турция                                         | 2:1                                            | 13′                                            | Лига наций УЕФА 2018/19                        |
| 18                                             | 10 сентября 2018                               | Чехия                                          | 5:1                                            | —                                              | Товарищеский матч                              |
| 19                                             | 11 октября 2018                                | Швеция                                         | 0:0                                            | —                                              | Лига наций УЕФА 2018/19                        |
| 20                                             | 14 октября 2018                                | Турция                                         | 2:0                                            | 78′                                            | Лига наций УЕФА 2018/19                        |
| 21                                             | 21 марта 2019                                  | Бельгия                                        | 1:3                                            | 16′                                            | Отборочные матчи ЧЕ-2020                       |
| 22                                             | 24 марта 2019                                  | Казахстан                                      | 4:0                                            | 19′, 45+2′                                     | Отборочные матчи ЧЕ-2020                       |
| 23                                             | 9 сентября 2019                                | Казахстан                                      | 1:0                                            | —                                              | Отборочные матчи ЧЕ-2020                       |
| 24                                             | 10 октября 2019                                | Шотландия                                      | 4:0                                            | —                                              | Отборочные матчи ЧЕ-2020                       |
| 25                                             | 13 октября 2019                                | Кипр                                           | 5:0                                            | 9′, 90+2′                                      | Отборочные матчи ЧЕ-2020                       |
| 26                                             | 8 октября 2020                                 | Швеция                                         | 1:2                                            | —                                              | Товарищеский матч                              |
| 27                                             | 11 октября 2020                                | Турция                                         | 1:1                                            | —                                              | Лига наций УЕФА 2020/2021                      |
| 28                                             | 12 ноября 2020                                 | Молдова                                        | 0:0                                            | —                                              | Товарищеский матч                              |
| 29                                             | 15 ноября 2020                                 | Турция                                         | 2:3                                            | 11′                                            | Лига наций УЕФА 2020/21                        |
| 30                                             | 18 ноября 2020                                 | Сербия                                         | 0:5                                            | —                                              | Лига наций УЕФА 2020/21                        |
| 31                                             | 12 июня 2021                                   | Бельгия                                        | 0:3                                            | —                                              | Финальные матчи ЧЕ-2020                        |
| 32                                             | 1 сентября 2021                                | Хорватия                                       | 0:0                                            | —                                              | Отборочные матчи ЧМ-2022                       |
| 33                                             | 4 сентября 2021                                | Кипр                                           | 2:0                                            | —                                              | Отборочные матчи ЧМ-2022                       |

Итого: 33 матча / 12 голов; 15 побед, 6 ничьих, 12 поражений.

## Достижения

### Командные
«Реал Мадрид»
- Победитель Лиги чемпионов: 2015/16

«Реал Мадрид Кастилья»
- Победитель Сегунды В: 2011/12

«Севилья»
- Победитель Лиги Европы: 2013/14

«Валенсия»
- Обладатель Кубка Испании: 2018/19

### Личные
- Почётная грамота Президента Российской Федерации (27 июля 2018 года) — за большой вклад в развитие отечественного футбола и высокие спортивные достижения[68]